# Elio
Elio je moško osebno ime.

## Izvor imena
Ime Elio je različica moškega osebnega imena Elija.

## Pogostost imena
Po podatkih Statističnega urada Republike Slovenije je bilo na dan 31. decembra 2007 v Sloveniji število moških oseb z imenom Elio: 31.

## Osebni praznik
Osebe z imenom Elio lahko godujejo takrat kot osebe z imenom Elija.